# هورنی بنشوو
هورنی بنشوو (به چکی: Horní Benešov) یک منطقهٔ مسکونی در جمهوری چک است که در شهرستان برونتال واقع شده‌است. هورنی بنشوو  ۲٬۴۶۰ نفر جمعیت دارد.